# Péter Eckstein-Kovács

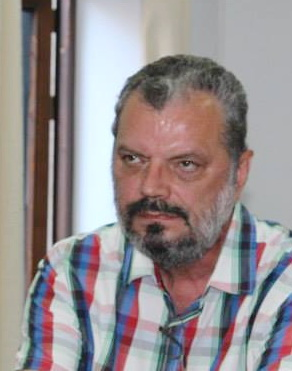
Péter Eckstein-Kovács (2014)

Péter Eckstein-Kovács (* 5. Juli 1956 in Cluj) ist ein rumänischer Rechtsanwalt und Politiker der Demokratischen Union der Ungarn in Rumänien (UDMR), der Mitglied der Abgeordnetenkammer und des Senats sowie 1999 Delegierter Minister beim Ministerpräsidenten für nationale Minderheiten war.

## Leben
Péter Eckstein-Kovács, der zur Minderheit der Magyaren in Rumänien gehört, absolvierte nach dem Schulbesuch ein Studium der Rechtswissenschaften an der Babeș-Bolyai-Universität Cluj und war nach dessen Abschluss als Rechtsanwalt tätig. Bei der Parlamentswahl am 20. Mai 1990 wurde er für die Demokratische Union der Ungarn in Rumänien UDMR (Uniunea Democrată Maghiară din România) im Wahlkreis „Nr. 13 Cluj“ zum Mitglied der Abgeordnetenkammer (Camera Deputaților) gewählt und gehörte dieser bis zum 5. Mai 1992 an. Anschließend gehörte er zwischen 1992 und 1996 dem Stadtrat von Cluj-Napoca als Mitglied an. Bei der Parlamentswahl am 3. November 1996 wurde er für die UDMR im Wahlkreis „Nr. 13 Cluj“ erstmals zum Mitglied des Senats und gehörte diesem nach seinen Wiederwahlen bei der Parlamentswahlen am 26. November 2000 sowie am 28. November 2004 bis zum 14. Dezember 2008 an.
Eckstein-Kovács übernahm am 27. Januar 1999 als Nachfolger seines Parteifreundes György Tokay im Kabinett Vasile das Amt als Delegierter Minister beim Ministerpräsidenten für nationale Minderheiten (Ministru delegat pe lângă primul-ministru pentru minorități naționale) und bekleidete dieses Amt vom 22. Dezember 1999	bis zum 28. Dezember 2000 auch im Kabinett Isărescu. Am 6. Januar 2009 schuf der Präsident Traian Băsescu die Position des Präsidentenberaters für nationale Minderheiten und ernannte ihn in dieser Position. Am 1. September 2011 trat Eckstein-Kovács aufgrund einer Meinungsverschiedenheit zwischen ihm und Präsident Băsescu zum Thema des Bergbauprojekts Roșia Montană von seinem Amt als Präsidentenberater zurück. Am 23. Juni 2018 gab er in Cluj-Napoca während der Proteste auf der Piața Unirii bekannt, dass er die UDMR verlassen werde, und beklagte sich über „Absprachen“ mit der PSD bei den Änderungen des Strafgesetzbuchs. Während der Staatskrise 2012, eine durch die Eurokrise verstärkte Krisenerscheinung, die sich Ende 2011 nach dem Erlass eines unpopulären nationalen Sparprogramms verschärfte, konstatierte er, dass mit den Attacken auf den früheren PD-Politiker und Juristen Augustin Zegrean, der zwischen 2007 und 2016 Richter am Verfassungsgericht Rumäniens, die tiefe politische Krise in Rumänien eine neue Eskalationsstufe erreicht hätte. „Die Rechtsstaatlichkeit in Rumänien ist nicht wirklich entwickelt. Auf die wenigen Bereiche des Rechtsstaates, die funktionieren, findet ein konzertierter Angriff statt.“
Eckstein-Kovács ist mit Csilla Könczei verheiratet.